# Bouconville-sur-Madt
Bouconville-sur-Madt – miejscowość i gmina we Francji, w regionie Grand Est, w departamencie Moza.
Według danych na rok 1990 gminę zamieszkiwało 86 osób, a gęstość zaludnienia wynosiła 12 osób/km² (wśród 2335 gmin Lotaryngii Bouconville-sur-Madt plasuje się na 959. miejscu pod względem liczby ludności, natomiast pod względem powierzchni na miejscu 818.).